# Le Dépit de la bergère
Le Dépit de la bergère est une romance d'Hector Berlioz composée en 1819 et portant le référent H7. Elle a la particularité d'être sa toute première pièce composée (et éditée).

## Présentation

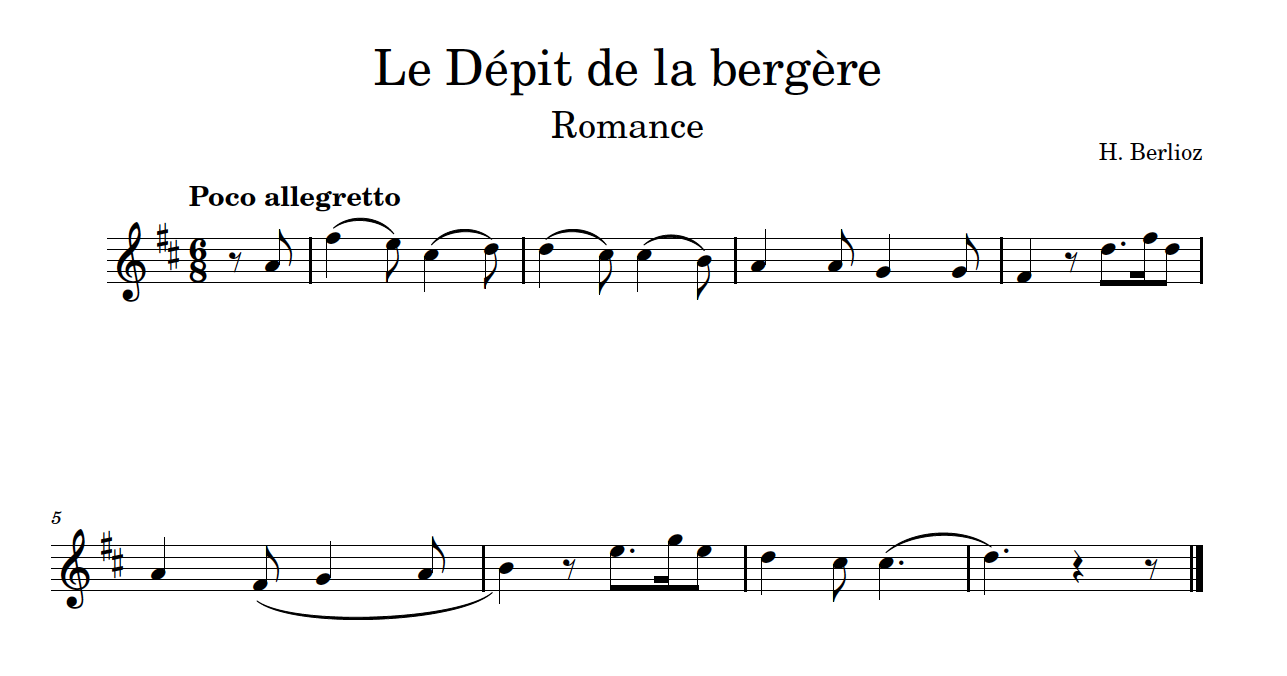
Mélodie de l'introduction pianistique du « Dépit de la bergère », mélodie d'Hector Berlioz (1819).

Cette romance est écrite pour soprano avec accompagnement de piano.

## Analyse
Cette mélodie est de forme strophique, avec quatre strophes au total, les trois premières sans aucune modification et la dernière avec une fin modifiée et l'ajout d'une coda conclusive.
La mélodie de l'introduction (cf.image) est de forme classique, à huit mesures ternaires (6/8). On peut la diviser en deux sous-parties de quatre mesures chacune : une première qui expose un rythme répétitif trochée (long - court); une seconde qui fait apparaître un rythme de sicilienne comme une variation (conséquent) du matériau. Ceci dans une forme générale « question-réponse », en anacrouse.

### Texte
Les paroles de cette mélodie sont basées sur un poème éponyme – et anonyme (de « Madame *** »).
Il est constitué de quatre huitains aux rimes croisées, typique de l'écriture médiévaliste du XIXe siècle.
On peut attribuer un double sens aux mots de ce poème ; outre le sens premier de cette romance malheureuse, des allusions érotiques entre une femme et son amant sont aussi compréhensibles entre les lignes.

« De mon berger volage

J’entends le flageolet.

De ce nouvel hommage

Je ne suis plus l’objet ;

Je l’entends qui fredonne

Pour une autre que moi.

Hélas! que j’étais bonne

De lui donner ma foi!

Autrefois l’infidèle

Faisait dire aux échos

Que j’étais la plus belle

Des filles du hameau ;

Que j’étais sa bergère,

Qu’il était mon berger ;

Que je serais légère

Sans qu’il devînt léger.

Un jour c’était ma fête,

Il vint de grand matin ;

De fleurs ornant ma tête,

Il plaignait son destin

Il dit : "Veux-tu, cruelle,

Jouir de mes tourments ?"

Je dis : "Sois-moi fidèle,

Et laisse faire au temps !"

Le printemps qui vit naître

Des volages ardeurs

Les a vu disparaître

Aussitôt que les fleurs ;

Mais, s'il ramène à Flore

Les inconstants zéphirs,

Ne pourrait-il encore

Ramener ses désirs ? »